# سقاية القرية (الحيمة الخارجية)

تعديل مصدري - تعديل

سقاية القرية هي إحدى قرى عزلة بني منصور بمديرية الحيمة الخارجية التابعة لمحافظة صنعاء، بلغ تعداد سكانها 149 نسمة حسب تعداد اليمن لعام 2004.